# Kamæleoner
Kamæleoner (latin: Chamaeleonidae) er en øglefamilie, som hovedsageligt findes i Afrika og på Madagaskar. Den er mest kendt for sin camouflageevne til at skifte farve, som dog tit bliver misforstået, den skifter ikke farve for at camouflere sig, men for at signalere aggressioner, tilfredshed eller utryghed, det kan betegnes som kamæleoners kommunikationsform, hvilket er tydeligt f.eks. når en hun er klar til parring, hvor nogle går fra helt grøn til helt rød eller når en han kommer ind i en andens territorium hvor den skifter til hovedsagligt gul for at signalere at den er aggressiv og vil kæmpe. Den skifter farve ved hjælp af 3 lag hud som hver især indeholder celler som trækker sig sammen eller udvider sig, alt efter dyrets sindstilstand, disse celler indeholder de forskellige farver undtaget det sidste lag som indeholder melanin (UV beskyttelse). Den er også kendt for sin lange tunge, som den skyder ud for at ramme insekter. Kamæleonens øjne kan bevæges separat, dette gør den i stand til at se i en 360 graders vinkel, noget som er meget værdifuldt i en verden fyldt med rovdyr men for at ramme et bytte med sin hurtige tunge der kan strækkes til næsten 2,5 gange kamæleonens længde, må den fokusere på objektet med begge øjne. Tungen skydes ud på under 1/1000 sekund, det gør den ved at spænde to muskler som sidder på hver side af en knogle som er placeret inde i tungens bagerste stykke. Knoglen fungerer som en katapult der kaster tungen ud som et projektil, for enden af tungen sidder der en hudfold med en klæbrig substans som folder sig om byttet og klæber den til tungen.
Den er mester i at klatre og lever det meste af sit liv i træerne. Den kommer kun ned på jorden for at skifte til et nyt træ eller lader sig falde til jorden hvis et rovdyr forsøger at fange den. Den har sammensmeltede tæer på fødderne som gør den i stand til, nærmest som en tang, at holde fast i grene og halen bruger den som en femte fod.
Der findes dog også en række andre arter som kun for nylig er blevet opdaget, de lever kun på jorden med en kort hale, disse kamæleoner er små i forhold til de trælevende, den mindste er omkring 3 cm som fuldvoksen, hvilket også er grunden til at de er forblevet uopdaget i længere tid, de har ikke de fantastiske farver som deres "brødre" i træerne, men har derimod farve som nedfaldsblade og/eller kroppe udformet så de matcher små knudrede grene.
Brookesia nana (nano-kamæleon) som blev opdaget på Madagaskar i 2021 er kun 22 (for hanner) til 29 mm (for hunner) lange.

## Kamæleonen i kultur og sprog
En "kamæleon" er også en person som tilpasser sine meninger og sin opførsel efter sine omgivelser, analogt dyrets evne til at skifte farve.
På Madagaskar bliver kamæleonen opfattet som en dæmon/gud der bringer stor ulykke hvis man forstyrrer, spiser eller dræber den. Det har medført at den for det meste bliver ladt i fred, det er habitatødelæggelse som truer disse dyr, der er kun 10% tilbage af den originale skov, men over halvdelen af alle kamæleonarter lever her.